# Charles Auguste de Bériot
Charles Auguste de Bériot (Leuven, 20 februari 1802 - Brussel, 8 april 1870) was een Belgische violist.

## Levensloop
De Bériot kreeg zijn eerste vioollessen van zijn voogd Jean-François Tiby. In 1821 ging hij in Parijs te leer bij Pierre Baillot, maar daar vertrok hij snel weer omdat deze zijn speelstijl afkeurde. Vanaf 1824 was De Bériot hofviolist van Karel X van Frankrijk en tussen 1827 en 1830 kamervirtuoos bij Willem I der Nederlanden. Hij leefde een tijdlang samen met Maria Malibran, met wie hij huwde in 1836. Zij overleed echter datzelfde jaar nog. De Bériot trok zich een tijdlang terug uit het concertleven en ging daarna op tournée met Pauline Viardot-García, de zus van zijn overleden echtgenote. In Wenen ontmoette hij Marie Huber (1840). Hij trouwde met haar en settelde in Sint-Joost-ten-Node.
Hij wordt gezien als de stichter van de Belgische vioolschool, in een lijn die via zijn leerling Henri Vieuxtemps doorloopt naar diens leerling Eugène Ysaÿe. Hij doceerde vanaf 1843 aan het Conservatoire royal de Bruxelles. Vanwege een oogziekte moest hij er echter ontslag nemen in 1852. Ondanks het feit dat hij tegen 1858 volledig blind was geworden, duurde zijn loopbaan als violist nog tot 1866: het jaar waarin zijn linkerarm verlamde. Hij schreef onder andere negen zeer virtuoze vioolconcerten, waarvan nu alleen het laatste nog veel gespeeld wordt. Ook heeft hij veel etudes geschreven.
Hij overleed blind in 1870 en werd begraven op de begraafplaats van Laken.

## Woningen
De Brusselse woningen van Bériot zijn gelinkt aan zijn geliefden en werden allebei, nadat hij ze in 1849 van de hand deed, gemeentehuizen: het Pavillon Malibran dat van Elsene en het Hôtel de Bériot dat van Sint-Joost-ten-Node.

## Eerbetoon
- In Leuven, zijn geboortestad, en Sint-Joost-ten-Node (Brussel) werd er een straat naar hem vernoemd. In Leuven, de Charles de Bériotstraat.